# Jeff Golub
Jeff Golub (Municipio de Copley (condado de Summit, Ohio), 15 de abril de 1955-Nueva York, 1 de enero de 2015) fue un guitarrista de jazz estadounidense que tuvo una carrera tanto con otros intérpretes como líder su banda Avenue Blue. 

## Carrera
Golub estudió en la Berklee College of Music en Boston. En 1980, se trasladó a Nueva York y trabajó junto al guitarrista Billy Squier. Durante la década de los 80 y los 90, fue músico de estudio de Ashford & Simpson, Tina Turner, John Waite, Dar Williams, Vanessa Williams, y Peter Wolf. Entre 1988 y 1995, grabó e hizo giras con Rod Stewart. También formó parte del grupo de Dave Koz and the Kozmos, el grupo del programa de televisión The Emeril Lagasse Show.
En 1988, Golub grabó si primer álbum de estudio en solitario Unspoken Words. En 1994, formó la banda Avenue Blue, y grabaron su primer disco como conjunto Avenue Blue Featuring Jeff Golub. Para el álbum Out of the Blue (Atlantic, 1999), eliminó el prefijo Avenue Blue y grabó simplemente como Jeff Golub. Grabó un álbum de blues con Billy Squier, Peter Wolf y John Waite, y un álbum con el pianista de jazz ciego Henry Butler en 2011..

## Enfermedad y muerte
En 2011, Golub perdió la vista debido a la presión sobre su nervio óptico. En septiembre de 2012, cayó sobre las vías del metro, pero fue salvado por personas cercanas. Fue trasladado al hospital con heridas leves. Poco después, grabó el álbum Train Keeps A-Rollin'  junto al teclista Brian Auger.
En 2014, se le diagnóstico parálisis supranuclear progresiva. El primer día de 2015, murió de esta enfermedad, pocos meses antes de cumplir 60 años.

## Discografía

### Como líder
- Unspoken Words (Gaia, 1988)
- Avenue Blue Featuring Jeff Golub (Bluemoon, 1994)
- Naked City (Bluemoon, 1996)
- Nightlife (Bluemoon, 1997)
- Out of the Blue (Bluemoon/Atlantic, 1999)
- Dangerous Curves (GRP, 2000)
- Do It Again (GRP, 2002)
- Soul Sessions (Verve, 2003)
- Temptation (Narada, 2005)
- Grand Central (Narada, 2007)
- Six String Santa (Metro Café, 2007)
- Blues for You (E1, 2009)
- The Three Kings (E1, 2011)
- Train Keeps a-Rolling (E1, 2013)
- The Vault (E1, 2015)

### Como miembro de banda
Con Rick Braun
- Night Walk (Bluemoon, 1994)
- Beat Street (Bluemoon, 1995)
- Body and Soul (Bluemoon, 1997)
- Full Stride (Atlantic, 1998)
- Yours Truly (Artizen, 2005)
- Sessions Volume 1 (Artizen, 2006)

Con Rod Stewart
- Vagabond Heart (Warner Bros., 1991)
- Unplugged ...and Seated (Warner Bros., 1993)
- A Spanner in the Works (Warner Bros., 1995)

Con Billy Squier
- Emotions in Motion (Capitol, 1982)
- Signs of Life (Capitol, 1984)
- Enough Is Enough (Capitol, 1986)
- Hear & Now (Capitol, 1989)
- Creatures of Habit (Capitol, 1991)
- Tell the Truth (Capitol, 1993)

Con otros
- Marc Antoine, Universal Language (Verve, 2000)
- Gato Barbieri, Que Pasa (Columbia, 1997)
- David Benoit, Conversation (Heads Up, 2012)
- David Broza, Away from Home (EMI, 1989)
- Steve Cole, True (Narada, 2006)
- Richard Elliot, Crush (GRP, 2001)
- Bill Evans, The Alternative Man (Blue Note, 1985)
- Bill Evans, Push (Lipstick, 1994)
- Steve Ferrone, More Head (Drumroll 2006)
- Euge Groove, S7ven Large (Shanachie, 2011)
- Everette Harp, for the Love (Blue Note, 2000)
- Marcia Hines, Time of Our Lives (WEA, 1999)
- Grayson Hugh, Road to Freedom (MCA, 1992)
- Bob James & Kirk Whalum, Joined at the Hip (Evosound, 2019)
- Michael Lington, Pure (Trippin 'n' Rhythm 2012)
- Jimmy Norman, Little Pieces (Wildflower, 2004)
- Philippe Saisse, Halfway 'Til Dawn (GRP, 1999)
- Philippe Saisse, At World's Edge (Koch, 2009)
- Miu Sakamoto, Dawn Pink (WEA, Japan 1999)
- Paul Shaffer, Coast to Coast (Capitol, 1989)
- Tina Turner, Simply the Best (Capitol, 1991)
- Randy VanWarmer, Beat of Love (Bearsville, 1981)
- Kirk Whalum, Everything Is Everything (Mack Avenue, 2010)
- Cheryl Wheeler, Mrs. Pinocci's Guitar (Philo, 1995)
- Bernie Williams, Moving Forward (in-akustik, 2010)
- Dar Williams, End of the Summer (Razor & Tie, 1997)
- Peter Wolf, Come As You Are (EMI, 1987)